# Zamek Otočec
Zamek Otočec – zamek położony na wyspie na rzece Krka w pobliżu miejscowości Otočec w Słowenii. Jest jednym z najlepiej zachowanych zamków w Słowenii.

## Historia
Pierwszy zamek powstał na brzegu rzeki, lecz po najeździe Mongołów w połowie  XII wieku fortyfikacje zamku został wzmocnione o fosę od południowej strony tworząc sztuczną wyspę. Przebudowany w gotycko-renesansowym stylu w XVI wieku przez Ivana Lenkovića, przywódcy Uskoków, najemników walczących dla Monarchii Haubsburdzkiej chroniąc jej granice przed atakami wojsk tureckich. W czasie II wojny światowej zajęty przez wojska włoskie i przekształcony w garnizon. W 1942 roku spalony przez partyzantów. Odbudowywany od 1952 roku, aktualnie w zamku działa pięcio-gwiazdkowy hotelowy.

## Architektura
Odrestaurowany zamek posiada cechy gotyckiej i renesansowej architektury. Mury obronne wzmocnione są czterema przysadzistymi, okrągłymi wieżami o bardzo grubych ścianach, wąskich oknach i stożkowych dachach. Wewnętrzny zamek składa się z dwóch skrzydeł połączonych z budynkiem głównym.